# Loches

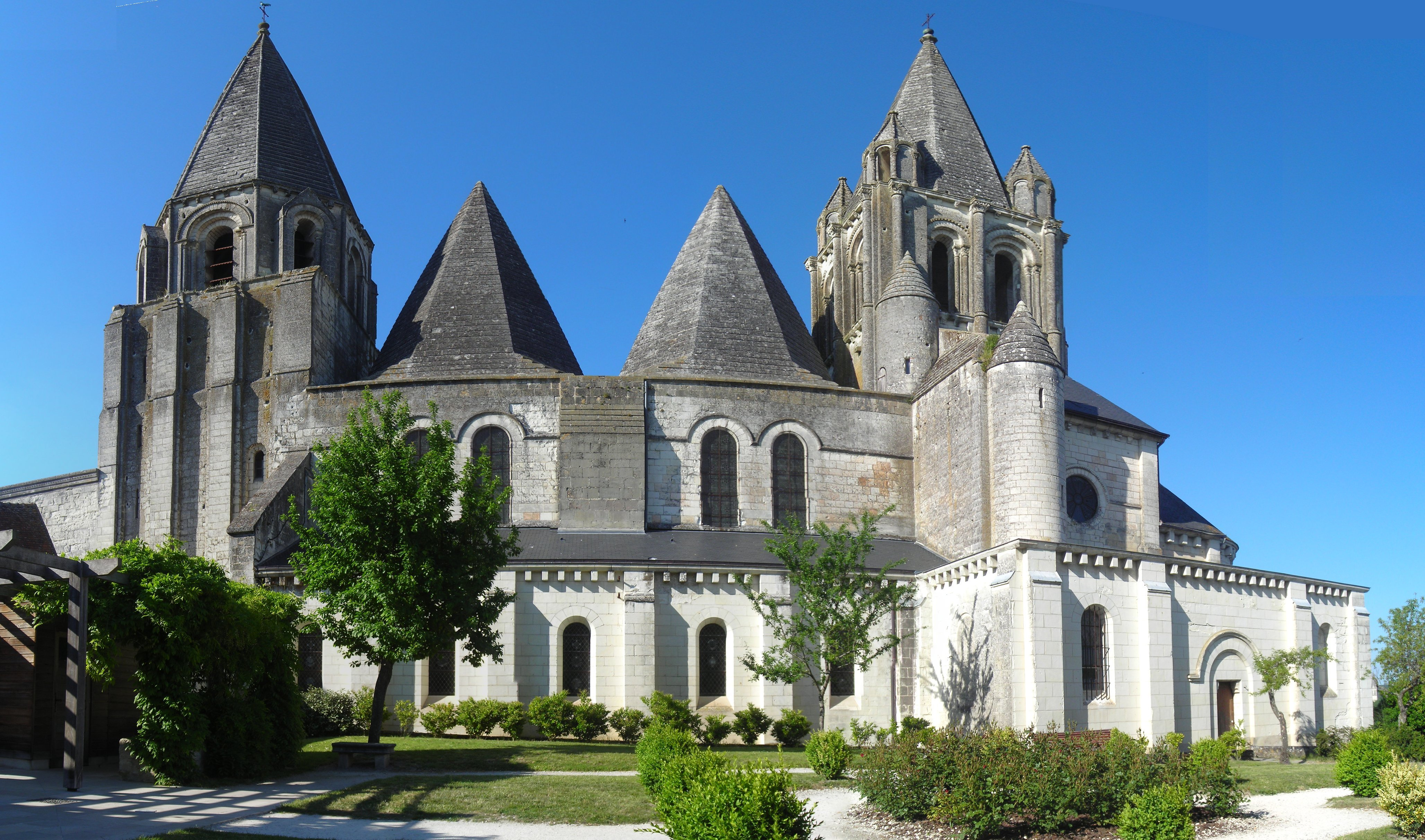
Katedrála Saint-Ours od jihu

Loches [loš] je malebná francouzská obec s bohatou historií v departementu Indre-et-Loire v regionu Centre-Val de Loire, asi 40 km jihovýchodně od Tours. Leží na úpatí skalnatého vrchu, na němž stojí hrad (zámek) Loches, kdysi residence francouzských králů. V roce 2009 zde žilo 6 478 obyvatel. Je centrem arrondissementu Loches.

## Historie
Na místě římské osady Leucae vznikl kolem roku 500 klášter, založený svatým Oursem, a kolem něho obec. V letech 886-1206 patřila hrabatům z Anjou, pak ji na králi Janu Bezzemkovi dobyl francouzský král Filip II. August. Od poloviny 13. do poloviny 16. století byl zdejší hrad sídlem francouzských králů. V roce 1508 zde zemřel bývalý milánský vévoda Lodovico Sforza (1452–1508), jehož ve zdejším podzemí věznil francouzský král Ludvík XII.

## Pamětihodnosti
- Zámek nad městem, obklopený hradbami, zahrnuje mohutnou pevnostní věž (jeden z prvních donjonů v Evropě)[2] 36 m vysokou z 10. století, později královské vězení. Jediný přístup k pevnosti je Královská brána (Porte royale) z 12.-13. století.
- Královský palác (Logis royal), pozdně gotická residence ze 14. století, kde se roku 1429 setkala Jana z Arku s králem.
- Kapitulní kostel sv. Ourse, velmi originální románsko-gotická kamenná stavba z 11. a 12. století se dvěma věžemi a bohatě zdobeným portálem s malbami.
- Renesanční, původně kostelní věž sv. Antonína z let 1529-1575, vysoká 52 m.
- Porte des cordeliers (Františkánská brána) na cestě do Španěl.

## Galerie

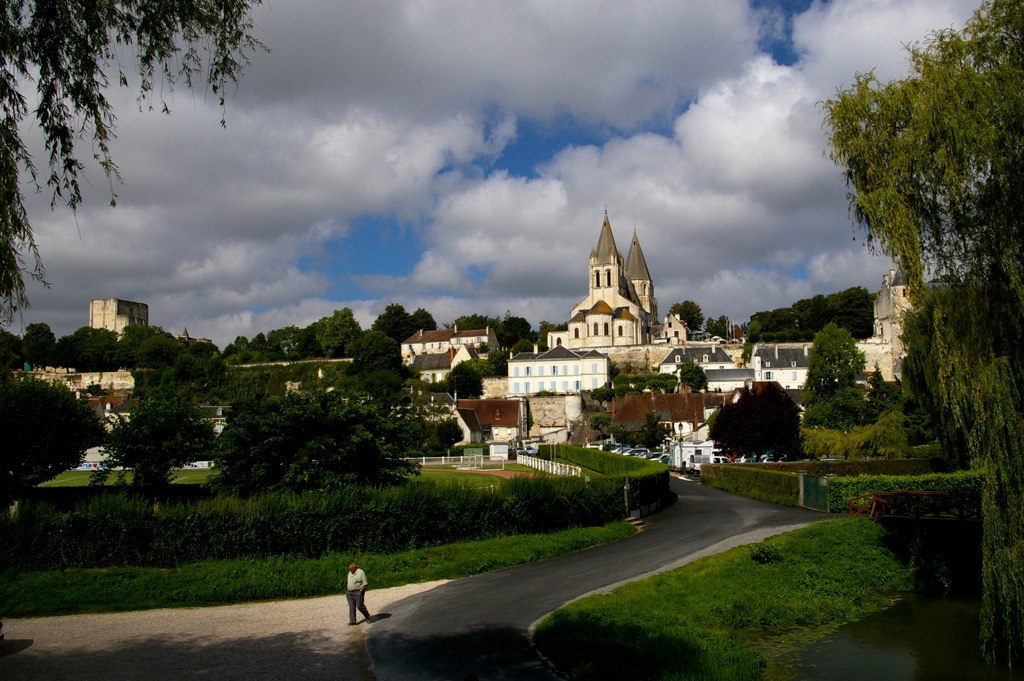
Loches, celkový pohled
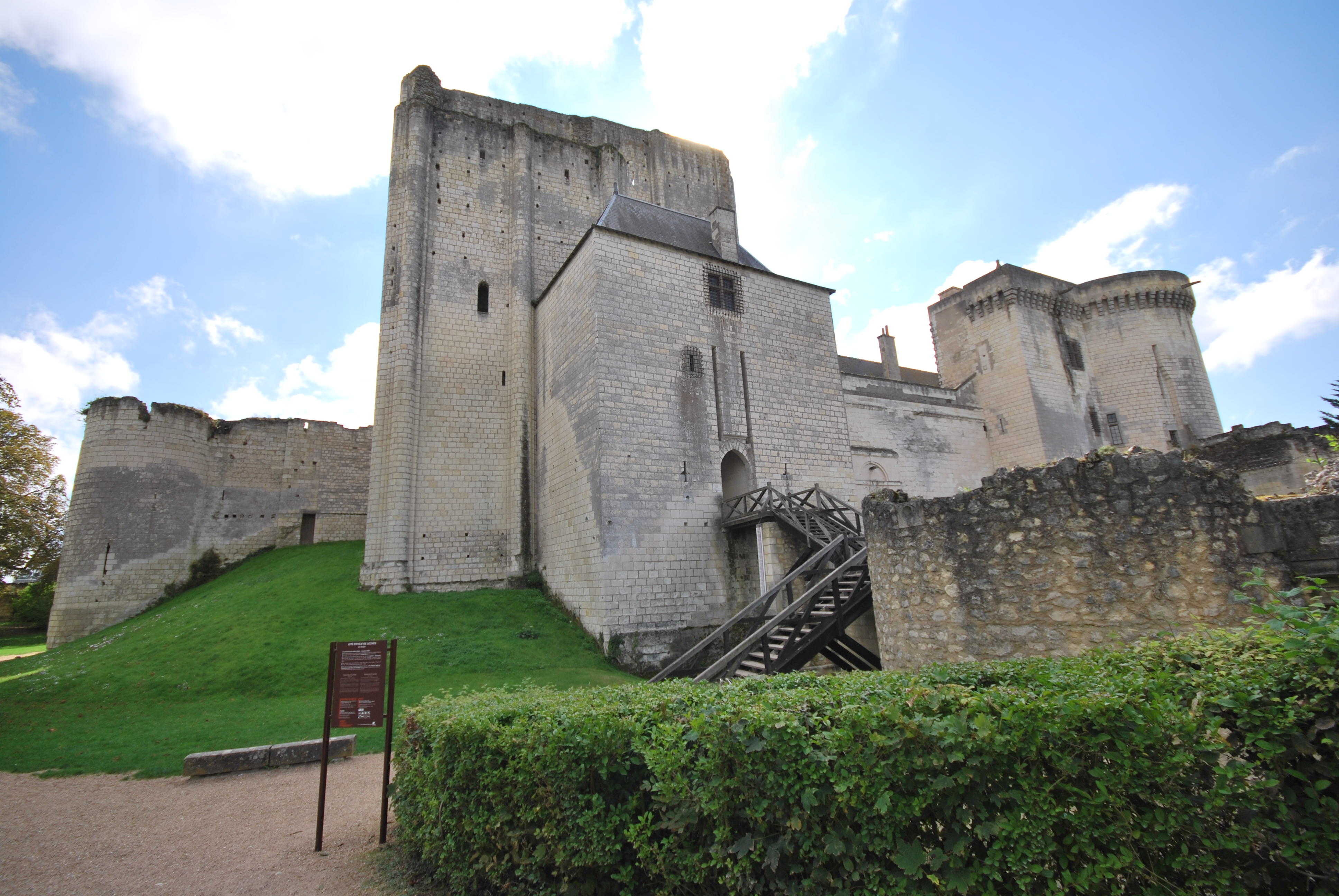
Hrad s donjonem
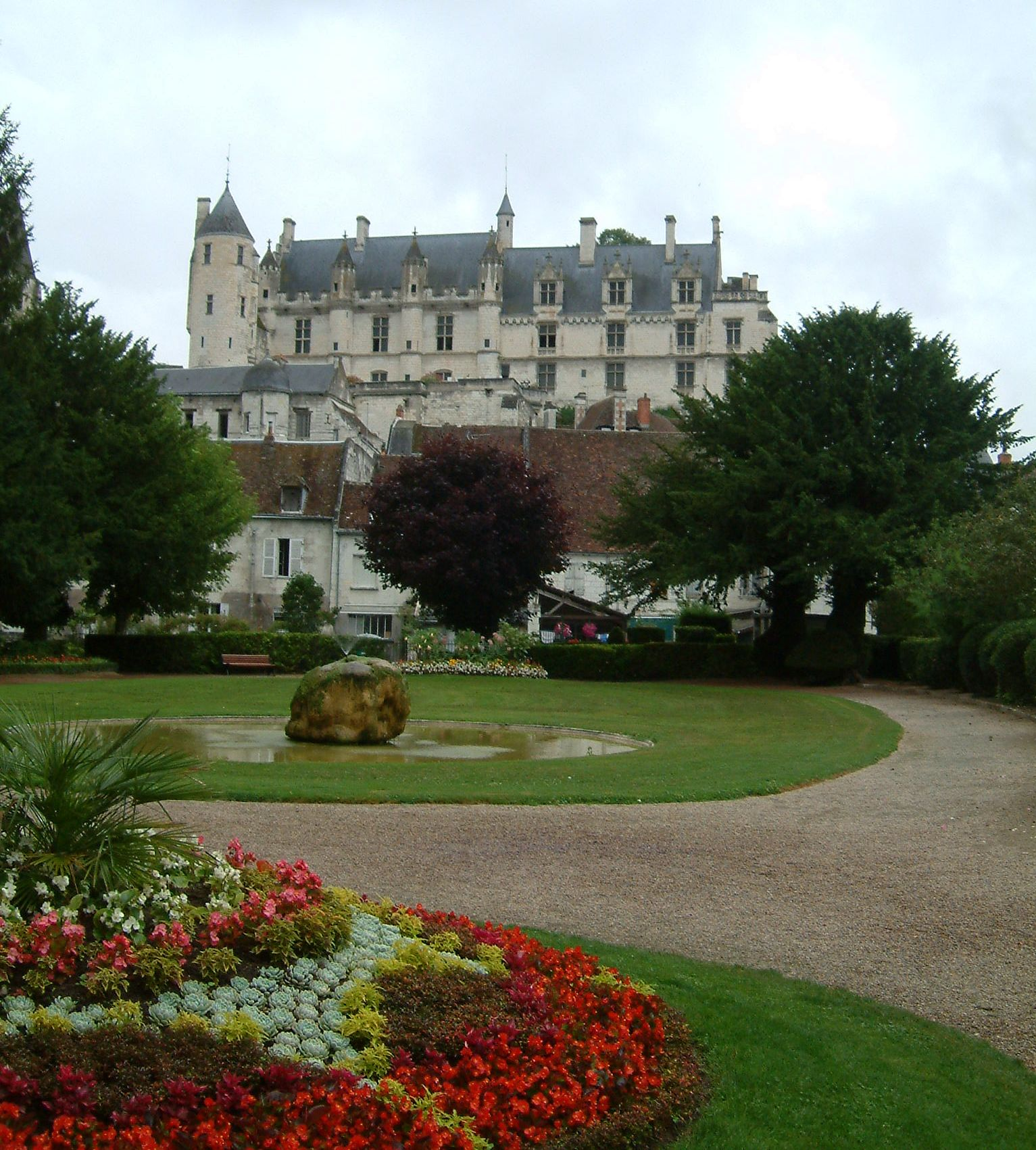
Logis royal
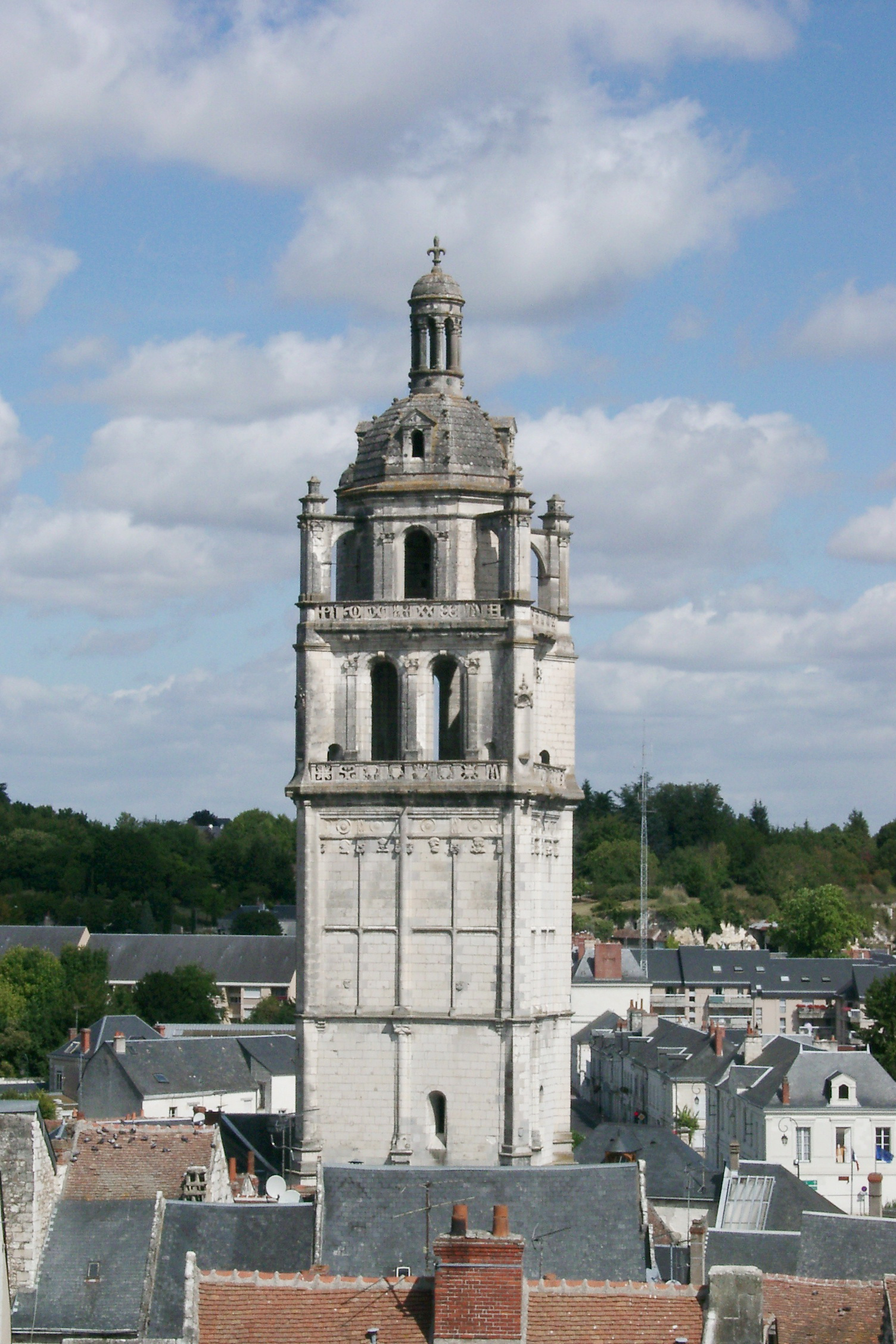
Věž sv. Antonína
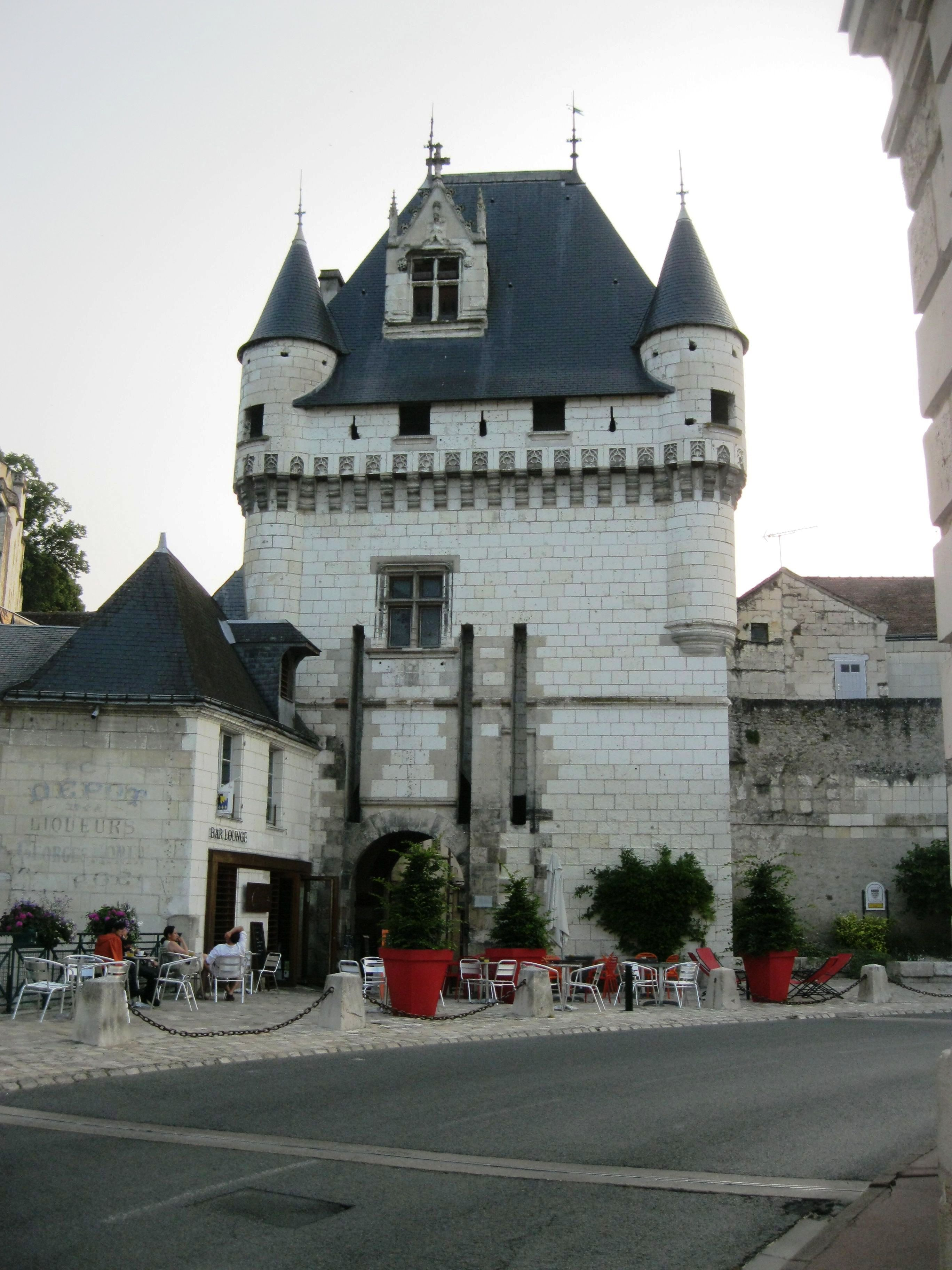
Porte des cordeliers